# Japonia widziana oczyma 20 autorów
Japonia widziana oczyma 20 autorów – francusko-japoński projekt komiksowy, którego zwieńczeniem była wydana w 2005 roku antologia komiksowa. Na zaproszenie mieszkającego w Tokio francuskiego twórcy komiksowego Frédéderica Boileta do Japonii przyjechała grupa twórców z Francji. Wraz ze swoimi japońskimi kolegami po fachu stworzyli 18 opowiadań komiksowych. Obcokrajowcy skupiali się głównie na swojej wizycie w Japonii i wrażeniach, Japończycy tworzyli historie obyczajowe, nawiązujące do legend i życia codziennego.
Antologia jest częścią większego projektu, w ramach którego wyszły m.in. podobne antologie China i Korea. Polskie wydanie ukazało się w 2009 roku nakładem wydawnictwa Hanami.

## Spis opowiadań
- Nad brzegiem morza – Kan Takahama
- Wrota wejściowe – David Prudhomme
- Letnie niebo – Jirō Taniguchi
- Teraz już mogę umrzeć! – Aurélia Aurita
- Osaka 2034 – François Schuiten i Benoît Peeters
- Osaczańska robota – Radosław Bolałek i Jakub Babczyński (tylko w wydaniu polskim)
- Shin.Ichi – Emmanuel Guibert
- Nowi bogowie – Nicolas de Crécy
- Kankichi – Taiyō Matsumoto
- Tokio według Oualtérou – Joann Sfar
- Słonecznik – Little Fish (brak w wydaniu japońskim)
- Team player – Ryuichirō Kutsuzawa (tylko w wydaniu japońskim)
- Fałszywy trop – Michał Śledziński (tylko w wydaniu polskim)
- Śpiew cykad – Moyoko Anno
- W alkowie miłości – Frédéderic Boilet
- Miasto drzew – Fabrice Neaud
- Festiwal dzwoniących koni – Daisuke Igarashi
- W puszczy – Kazuichi Hanawa
- Sapporo Fiction – Étienne Davodeau

### Wersje
W wersji japońskiej opowiadanie Słonecznik zostało zastąpione opowiadaniem Team Player. Opowiadania Osaczańska robota i Fałszywy trop pojawiają się jedynie w wydaniu polskim i powstały specjalnie na jego potrzeby.